# Mirka Francia
Mirka Francia Vasconcelos (Santa Clara, 14 febbraio 1975) è una pallavolista cubana naturalizzata italiana.
Gioca nel ruolo di schiacciatrice.

## Carriera
La carriera di Mirka Francia inizia a Cuba, suo paese di origine. Proprio con la nazionale cubana riesce a farsi notare, vincendo praticamente tutto ciò che è possibile vincere. In questi anni riesce ad imporsi come una delle giocatrici più forti del mondo. Nella stagione 1998-99 decide di fare esperienza all'estero, così si reca in Italia per giocare nella Romanelli Volley di Firenze in serie A2. L'esperienza italiana si rivela entusiasmante, così Mirka viene acquistata dalla Pallavolo Sirio Perugia in serie A1, con cui vince la Coppa delle Coppe. Anche nel suo nuovo club riesce ad esprimersi ad alti livelli, ma nella stagione successiva, come molti altri colleghi connazionali, è costretta a tornare a Cuba. La sua volontà però era quella di ritornare in Italia, così lascia la nazionale cubana.
Dopo una stagione di inattività per maternità, torna a giocare nella Pallavolo Sirio Perugia, vincendo tre volte il Campionato italiano, altrettante volte la Coppa Italia, una edizione della Coppa di Lega, una della Supercoppa italiana, due edizioni della Coppa CEV e soprattutto due edizioni della Champions League.
Nella stagione 2008-09, in Turchia per giocare nell'Eczacıbaşı Spor Kulübü. Nella sua prima stagione con la nuova squadra vince la Coppa di Turchia, arriva in finale di campionato e disputa la final four della Champions League 2008-09, svoltasi proprio nella città della sua ex squadra, a Perugia. Nella stagione 2009-10 è finalista in Supercoppa turca, sconfitta in finale dal Fenerbahçe Spor Kulübü, mentre nella stagione successiva vince la sua seconda Coppa di Turchia. Nella stagione 2011-12 gioca il suo ultimo campionato, vincendo la Supercoppa turca, la Coppa di Turchia e lo scudetto. Nel 2014 torna in attività vestendo la maglia del Top Quality Group San Giustino in serie B1.

## Palmarès

### Club
- Campionato italiano: 3

2002-03, 2004-05, 2006-07
- Campionato turco: 1

2011-12
- Coppa Italia: 3

2002-03, 2004-05, 2006-07
- Coppa di Turchia: 3

2008-09, 2010-11, 2011-12
- Coppa di Lega: 1

2006
- Supercoppa italiana: 1

2007
- Supercoppa turca: 1

2011
- Champions League: 2

2005-06, 2007-08
- Coppa CEV: 2

2004-05, 2006-07
- Coppa delle Coppe: 1

1999-00

### Nazionale (competizioni minori)
- Giochi panamericani 1991
- Giochi panamericani 1995
- Giochi panamericani 1999

### Premi individuali
- 1999 - Coppa del Mondo: Miglior muro
- 2006 - Champions League: Miglior attaccante
- 2007 - Coppa CEV: Miglior realizzatrice
- 2008 - Champions League: Miglior attaccante